# Bill Griffiths
William Brian Bransom „Bill“ Griffiths (* 20. August 1948 in Kingsbury, London Borough of Brent; † 13. September 2007 in Seaham) war ein britischer Autor des British Poetry Revival im letzten Drittel des 20. Jahrhunderts. Er wirkte als Rhapsode, Dichter, Historiker, Zeichner, Drucker, Verleger, Herausgeber, Sprachforscher und Übersetzer.

## Leben

### Anfänge
Bill Griffiths wuchs im Londoner Norden auf. Bereits 1964 in jungen Jahren hatte er sich entschlossen, als Dichter zu leben. Er begeisterte sich Zeit seines Lebens für Geschichte, Sprache und Musik. 1969 schloss er ein Geschichtsstudium am University College London ab. Er schätzte die alten englischen Dichter (vor allem John Donne und Andrew Marvell) ebenso wie die nordamerikanischen Dichter Hart Crane und der Beat Generation, Jack Kerouac, Allen Ginsberg. Bill Griffiths spielte auf seinem Klavier Kompositionen von Johannes Brahms, Robert Schumann, Franz Schubert, schätzte die Musik von Ottorino Respighi oder Edward Elgar. Einer seiner Vorfahren stammte aus Deutschland und war Hornist bei den Londoner Symphonikern. Er besichtigte gern alte Orte und Bauwerke, deren Bauschmuck und Ornamentik ihn besonders anzogen. Einer seiner bevorzugten Bauwerke war die Abtei von St. Albans nördlich von London in Hertfordshire. Als junger Mann besaß er ein Motorrad und fuhr mit den Hells Angels durch London. Über diese Abenteuer schrieb er den Gedichtzyklus Cycles 1–3, der 1972 im seit 1912 bestehenden Magazin Poetry Review der Poetry Society erschien und von Eric Mottram herausgegeben wurde.

### Lautdichter
Bill Griffiths schloss sich der National Poetry Society und Bob Cobbing an, der sein Mentor wurde. Cobbing entwickelte in den 1950/1960er Jahren die Sound Poetry. Er rief mit Eric Mottram den British Poetry Revival und mit Jeff Nuttall das Writers’ Forum ins Leben. Dort bot Cobbing jungen Autoren wie Jeremy Adler, Bill Griffiths, Dick Higgins, Lawrence Upton, P.C. Fencott, Chris Cheek und anderen einen Ort, sich auszutauschen, ihre Texte und Partituren (Konkrete Poesie) vorzutragen (Lautpoesie) und herzustellen. Dort gab es wöchentlich Treffen, jährlich das International Sound Poetry Festival und eine kleine Druckwerkstatt (the consortium of London presses), die Bill Griffiths leitete; hier arbeiteten die kleinen Selbstverlage, gründete Bill Griffiths „Pirate Press“ (später „Amra Press“). Es wurden Werke von Ian Hamilton Finlay, John Cage, Allen Ginsberg u. a. verlegt und entstanden visuelle Vorlagen für eigene Geräuschimprovisationen. Bill Griffiths trug seine Texte in einem rhapsodischen Singsang vor, begleitete Bob Cobbing im Duett und im Terzett mit Paula Claire vor Publikum im In- und Ausland. 1979 besuchte er mit Axel Marquard und Manfred Sundermann namhafte britische Künstler (u. a. Ian Hamilton Finlay und Dom Sylvester Houédard) und sammelte Werke für die Ausstellung Sprachen jenseits von Dichtung (1979, Katalog) des Westfälischen Kunstvereins Münster. Er beteiligte sich an der Ausstellung und ihrer Eröffnung anlässlich des ersten internationalen Lyrikertreffens Münster mit den Musikern Paul Burwell und David Toop in der Lautpoesie (Sound Poetry) Performance von Bob Cobbing im Foyer des alten Westfälischen Landesmuseums für Kunst und Kulturgeschichte (LWL-Museum für Kunst und Kultur).

### Sprachforscher
Wichtiger als das Lautdichten waren für Bill Griffiths die realen Zeichen und Spuren. Er wollte Orte, Dinge und Gegebenheiten erspüren, unmittelbare Eindrücke in Worte fassen und sie wie Fundstücke in visuellen Texten vorstellen. Er verstand Sprache als Dialekt ortsgebundener Geschichte. Mit John Porter übersetzte und veröffentlicht er Sagen und Epen (Beowulf, Gilgamesch, The Gododdin, Aron’s Saga). Auch übernahm er „gefundene Texte“ z. B. von Jane Austen, E. Moor oder Charles Dickens oder aus wissenschaftlichen Werken in seine Gedichte.
Im Sommer 1976 lebte Bill Griffiths vorübergehend in Paderborn, um die Ausgrabungen der karolingischen Kaiserpfalz, die Geschichte der Sachsenkriege und vermeintliche Standorte der Irminsul zu erkunden. In seinem zweibändigen Werk Aspects of Anglo-Saxon Magic stellte er die Religion, Riten und Lebensweise der Angelsachsen vor ihrer Christianisierung vor. 1984 besuchte er Rom und die etruskischen Grabstätten. Am nördlichen Rand Londons lebte er für einige Zeit auf seinem kleinen Hausboot. Nachdem dies bei einer Reparatur abgebrannt war, zog er aus London in den Nord-Osten Englands. Dort lebte er bis zu seinem Tod in seinem Haus in 21 Alfred Street, Seaham, einer Hafenstadt im County Durham. Er erhielt ein Stipendium vom King’s College London, das ihm 1987 für seine Forschung über einen alt-angelsächsischen Dialekt die Doktorwürde verlieh. Er archivierte den Nachlass von Eric Mottram, beteiligte sich an der Erforschung der Hafenstadt Seaham und archivierte die Geschichte der Royal Northern Sinfonia.
Ken Edwards gab die zwischen 1966 und 1996 entstandenen Gedichte von Bill Griffiths in drei Sammelbänden heraus (Reality Street Verlag, Hastings, 2010, 2014 und 2016).

## Werke
- Cycles 1–3, in: Poetry Review, London 1972
- Cycles 1–7, London 1970–1974
- Cycles 8–16, London o. J.
- MrJames Ghost stories, London o. J.
- Spook book, London o. J.
- North Atlantic Texts: 1 – Translation Work (hrsg. Bill Griffiths und John Porter)
- War w. Windsor, visual texts Sean O’Huigin, London 1974
- Cycles, Titelblatt P. C. Fencott, London 1976
- Beowulf, Anglo-Saxon Text with modern English Parallel, Zeichnung auf der Titelseite von Jeff Nuttall
- Reprinted and current poems (I), London 1976
- The Song of the Hunnish Victory of Pippin the kKng, earthgrip press 1976
- Sections – Part one, in: Curtal Sails, London 1976
- Zwei Preislieder, London 1976 (übersetzt von Jeremy Adler und Manfred Sundermann)[4]
- Six walks around Tenby, earth grip press 1976, ISBN 0-905194-03-9.
- Twenty-Five Pages, London 1977
- Forming four dock poems, London 1977
- Three, Jeremy Adler, P. C. Fencott, Bill Griffiths, London 1978
- A Preliminary Account of Nordrhein-Westfalen etc., Todmorden 1978
- A history of the solar system,  Fragments: A history of the solar system, London 1978
- Anglo-saxon times, a study of the early calendar, London o. J., ISBN 0-905194-12-8.
- Morning Lands, London o. J., ISBN 0-905194-10-1.
- On Plotinus, London o. J., ISBN 0-905194-13-6.
- The old English poem, the phoenix, translated by Bill Griffiths, London o. J. ISBN 0-905194-14-4.
- Sun-card, showing sunrises, Writers Forum chapbook no. ten (visueller Text, Din A 4 gefaltet)
- The study of the flood from Gilgamesh, Visueller Text der Vorder- und Rückseite P. C. Fencott, London o. J.
- Book of the boat, London o. J., ISBN 0-86162-416-5.
- Idylls of the King & other poems, London o. J.
- Nomad sense, 1998
- Aspects of Anglo-Saxon Magic, 1996, 2003 (überarbeitete Auflage)
- New Castle from a van window, in: Tyne texts, Tom Pickard/Bill Griffiths, Newcastle up on Tyne, 2003
- Collected Earlier Poems (1966–80), Hastings 2010
- Collected Poems & Sequences (1981–91), Hastings 2014
- Collected Poems Volume 3 (1992–96), Hastings 2016